# Gaspar Castaño de Sosa
 (avril 2022).
Pour les articles homonymes, voir Castano et Sosa.
Gaspar Castaño de Sosa est un colon, propriétaire d'esclaves et explorateur portugais qui mena une expédition non autorisée par les autorités espagnoles en 1590-1591 vers l'actuel Nouveau-Mexique afin d'y établir une colonie. Arrêté puis jugé, il fut condamné à l'exil aux Philippines puis tué au cours d'une révolte d'esclaves à bord de son bateau en mer de Chine méridionale.